# Hamgyŏng-pukto
Hamgyŏng-pukto (Nord-Hamgyŏng) ist eine Provinz in Nordkorea. Sie entstand 1896 bei der Teilung der Provinz Hamgyŏng-do in Hamgyŏng-pukto und Hamgyŏng-namdo. Hauptstadt der Provinz Hamgyŏng-pukto ist Ch’ŏngjin. In der Provinz leben 2,3 Millionen Menschen (Zensus 2008).

## Geographie
Hamgyŏng-pukto grenzt im Norden an die Volksrepublik China sowie Russland, im Osten an das Japanische Meer, im Südwesten an die Provinz Hamgyŏng-namdo und im Westen an die Provinz Ryanggang-do.

## Geschichte
In der Provinz befinden sich die Internierungslager Hwasŏng und Haengyŏng. Ungefähr 60 % der nach Südkorea geflohenen Koreaner stammen aus dieser Provinz.
Im Oktober 2006 wurde im Süden der Provinz die erste nordkoreanische Kernwaffenzündung durchgeführt. Über den genauen Ort des Versuchs gab es zunächst unterschiedliche Angaben.
Ende August 2015 kam es in der Provinz zu schweren Überschwemmungen.

## Verwaltungsgliederung
Die Provinz Hamgyŏng-pukto gliedert sich in drei Städte und zwölf Landkreise. 1993 wurden die Stadt Rajin (Rajin-shi; 라진시; 羅津市) und der Landkreis Sŏnbong (Sŏnbong-gun; 선봉군; 先鋒郡) aus der Provinz Hamgyŏng-pukto herausgelöst und zu Rajin-Sŏnbong zusammengelegt, einer Stadt unter zentraler Verwaltung der Regierung. 2000 ist die Stadt in Rasŏn (Rasŏn Chik'alshi; 라선 직할시; 羅先直轄市) umbenannt worden. Vor Januar 2005 wurde Rasŏn wieder eingegliedert. 2010 wurde sie zu einer „Besonderen Stadt“ (T'ŭkpyŏlsi; 특별시, 特別市) erklärt.

### Städte
- Ch’ŏngjin-shi (청진시; 淸津市)
  - Ch'ŏngam-guyŏk (청암구역; 青岩區域)
  - P'ohang-guyŏk (포항구역; 浦港區域)
  - Puyun-guyŏk (부윤구역; 富潤區域)
  - Ranam-guyŏk (라남구역; 羅南區域)
  - Sinam-guyŏk (신암구역; 新岩區域)
  - Songp'yŏng-guyŏk (송평구역; 松坪區域)
  - Sunam-guyŏk (수남구역; 水南區域)
- Hoeryŏng-shi (회령시; 會寧市)
- Kimch’aek-shi (김책시; 金策市)
- Besondere Stadt Rasŏn (라선특별시; 羅先特別市) 
  - Rajin-guyŏk (라진구역; 羅津區域)
  - Sŏnbong-gun (선봉군; 先鋒郡)

### Landkreise
- Hwasŏng-gun (화성군; 化城郡)
- Hwatae-gun (화대군; 花臺郡)
- Kilchu-gun (길주군; 吉州郡)
- Kyŏngsŏng-gun (경성군; 鏡城郡)
- Musan-gun (무산군; 茂山郡)
- Myŏngch'ŏn-gun (명천군; 明川郡)
- Onsŏng-gun (온성군; 穩城郡)
- Ŏrang-gun (어랑군; 漁郞郡)
- Puryŏng-gun (부령군; 富寧郡)
- Saepyŏl-gun (새별군; 賽別郡)
- Ŭntŏk-gun (은덕군; 恩德郡)
- Yŏnsa-gun (연사군; 延社郡)